# Sophie Caroline Marie von Braunschweig-Wolfenbüttel

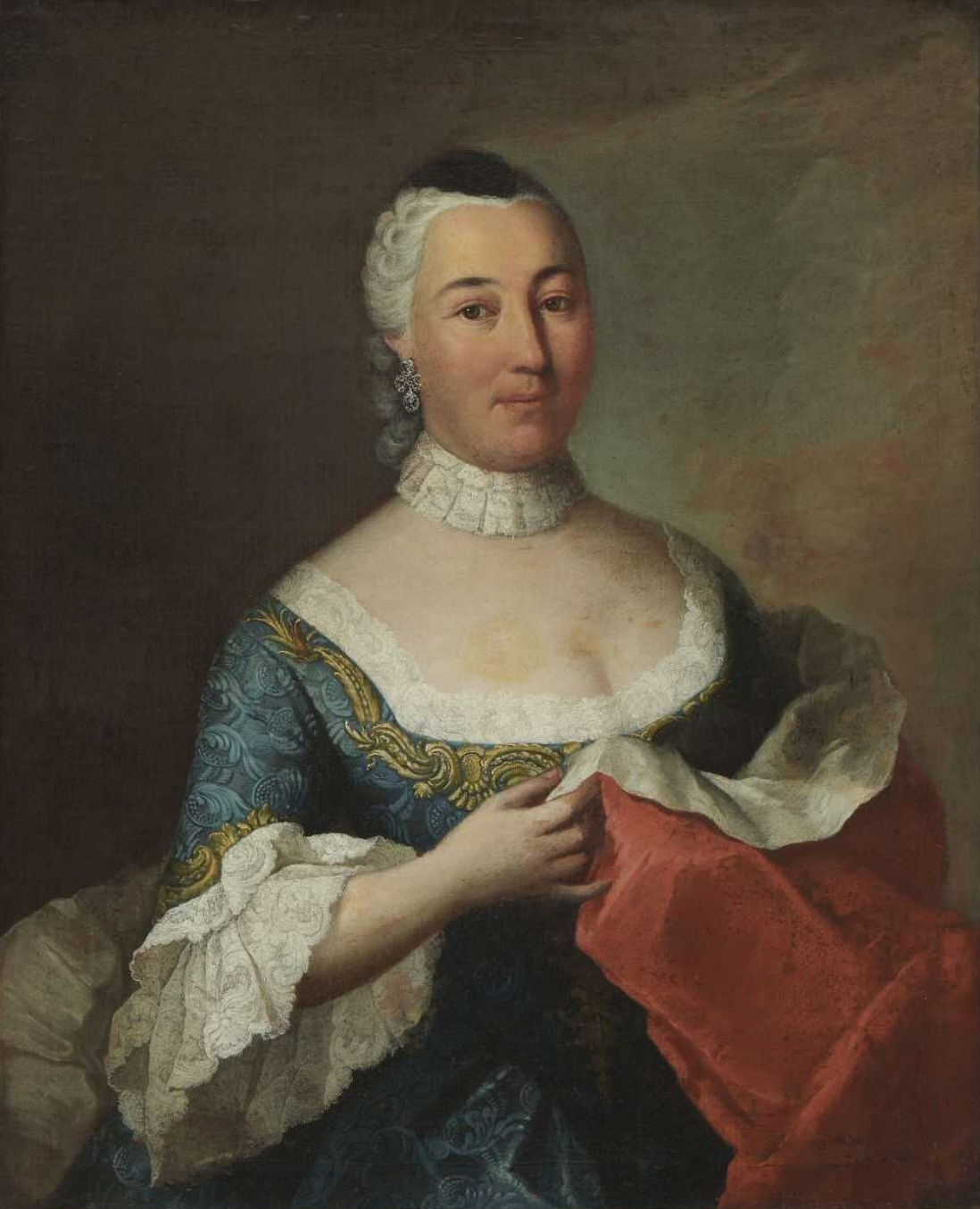
Gemälde von Sophie Caroline Marie, um 1760

Sophie Caroline Marie von Braunschweig-Wolfenbüttel (* 8. Oktober 1737 in Braunschweig; † 22. Dezember 1817 in Erlangen) war durch Geburt eine Prinzessin von Braunschweig-Wolfenbüttel und durch Heirat Markgräfin von Brandenburg-Bayreuth. Sie war die nächstältere Schwester Anna Amalias von Weimar.
Sophie Caroline Marie war eine Tochter des Herzogs Karl I. Heiratsverhandlungen mit dem englischen Königshaus wurden zunächst für eine Ehe mit dem britischen Kronprinzen Georg geführt. Sie wurde schließlich – nach dem Tod Wilhelmines von Preußen 1758 – am 20. September 1759 die zweite Ehefrau von Markgraf Friedrich III. von Bayreuth. Für diese Hochzeit wurde in Bayreuth ein weiteres kostbares Komödienhaus errichtet (das heute nicht mehr existiert). Es entstand für sie das sogenannte Italienische Schlösschen, ein Anbau an das Neue Schloss Bayreuth. Dazu machte ihr Markgraf Friedrich Schloss Colmdorf am Stadtrand von Bayreuth zum Geschenk, wodurch das Schloss den Namen Carolinenruhe erhielt. Nach nur dreijähriger, kinderloser Ehe starb ihr Mann.
Die 26-jährige Witwe erwählte mit ihrem Hofstaat die Bayreuther Zweitresidenz Erlangen, wo sie 53 Jahre lang ihren Witwensitz hatte, ohne erneut zu heiraten. Die „Erlanger Markgräfin“ – so wurde sie genannt – unternahm Reisen, engagierte sich u. a. für die Universität Erlangen und ließ Studenten an ihrer Essenstafel im Schloss teilhaben. Zu den illustren Gästen, die sie empfing, gehörte zweimal König Friedrich Wilhelm II. Insbesondere bereicherte sie das Musik- und Theaterleben der Stadt. Sie erlebte die Abdankung des letzten fränkischen (Ansbacher) Markgrafen und die Übergabe Frankens an Bayern 1806. Unter bayerischer Verwaltung zog man noch zu ihren Lebzeiten einen Teil ihres Vermögens ein. Nach ihrem Tod wurde sie in der Gruft der Neustädter Kirche beigesetzt.
Ihre Bibliothek vermachte sie der Universitätsbibliothek Erlangen-Nürnberg. Dort stehen ca. 700 Bände im Sitzungssaal, andere wurden auf den normalen Bibliotheksbestand aufgeteilt.